# Quest-Nunatak
Der Quest-Nunatak ist ein 1065 m hoher Nunatak im ostantarktischen Coatsland. Er ist der nördlichste der Whichaway-Nunatakker.
Die erste Kartierung nahmen 1957 Teilnehmer der Commonwealth Trans-Antarctic Expedition (1955–1958) vor. Sie benannten ihn so, weil er auf dem weiteren Landweg über den Südpol hinweg zum Viktorialand im Dezember 1957 die letzte Felsformation war, welche die Geologen der Forschungsreise auf der Suche nach Pflanzenfossilien aufgesucht hatten.